# Дереволаз (рід птахів)
Дереволаз (Dendrocolaptes) — рід горобцеподібних птахів родини горнерових (Furnariidae). Представники цього роду мешкають в Мексиці, Центральній і Південній Америці.

## Опис
Дереволази — птахи середнього розміру, довжина яких становить 25-28 см, а вага 47-98 г. Вони мають коричневе, оливково-коричневе, руде або каштанове забарвлення, у деяких видів нижня частина тіла смугаста. Свої довгі, жорсткі хвости дереволази використворють для опори при пересуванні стовбурами дерев, як це роблять дятли. Вони живляться безхребетними, ведуть деревний спосіб життя, часто приєднуються до змішаних зграй птахів.

## Види
Виділяють п'ять видів:
- Дереволаз північний (Dendrocolaptes sanctithomae)
- Дереволаз підкоришниковий (Dendrocolaptes certhia)
- Дереволаз строкатощокий (Dendrocolaptes picumnus)
- Дереволаз чорнодзьобий (Dendrocolaptes hoffmannsi)
- Дереволаз плоскодзьобий (Dendrocolaptes platyrostris)

## Етимологія
Наукова назва роду Dendrocolaptes походить від слова дав.-гр. δενδροκολαπτης — дятел (від сполучення слів δενδρον — дерево і κολαπτω — дзьобати).